# Cohicaleyrodes saklespurensis
Cohicaleyrodes saklespurensis là một loài côn trùng cánh nửa trong họ Aleyrodidae, phân họ Aleyrodinae.
Cohicaleyrodes saklespurensis được Regu & David miêu tả khoa học đầu tiên năm 1992.